# Dálnice A6 (Polsko)

Trasa dálnice A6

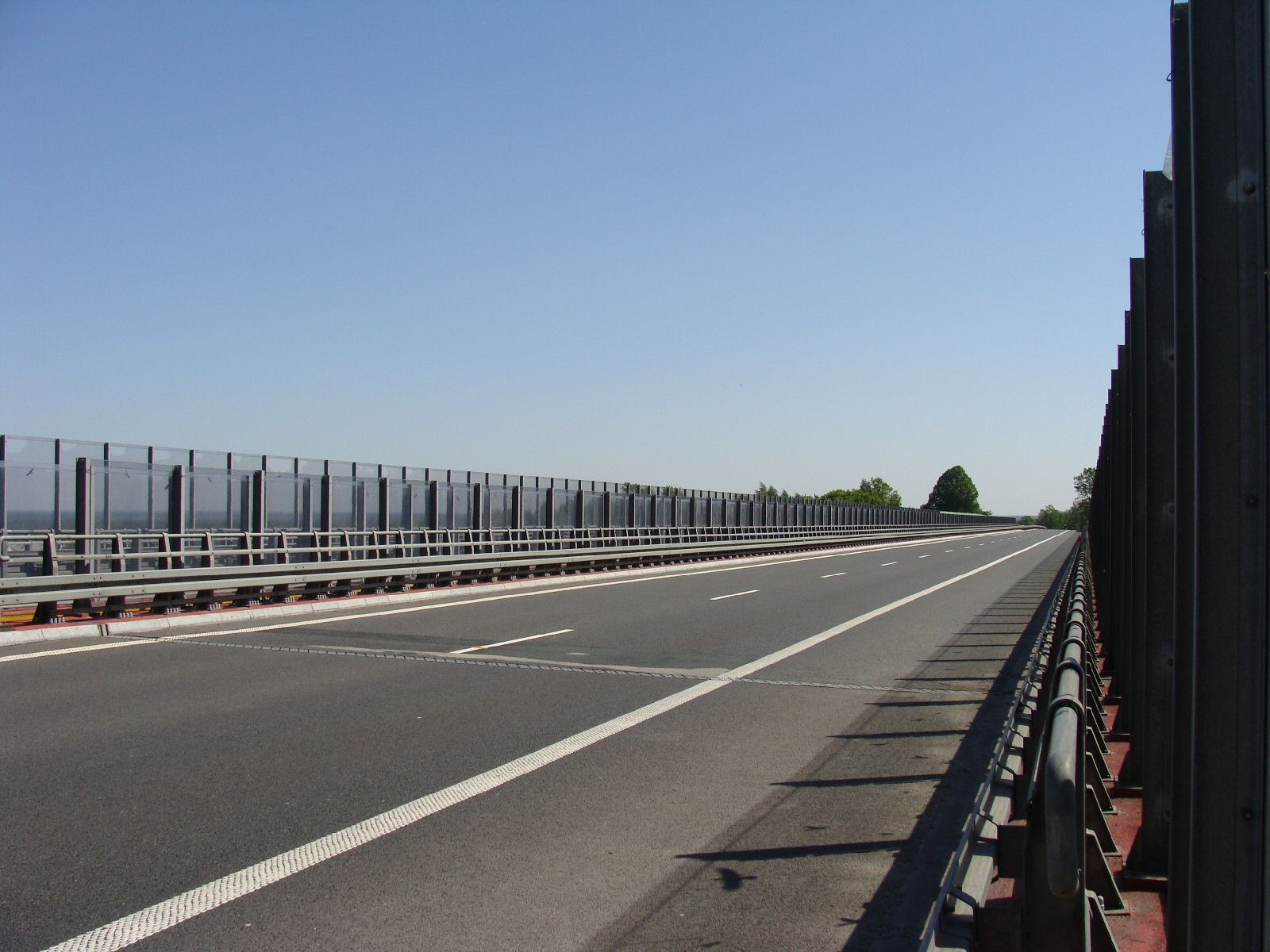
Estakáda nad městskou částí Štětín Kleskowo

Dálnice A6 je polská dálnice vedoucí od hraničního přechodu Nadrensee -Pomellen/ Kołbaskowo s Německem, kolem Štětína až ke křižovatce Rzęśnica s rychlostní silnicí S3 a silnicí DW142. Dálnice má délku 29,2 km, v provozu je 25,7 km a ve výstavbě 3,5 km. Je po ní vedena evropská silnice E28. Do 14. srpna 2009 to byla jediná dálnice v Polsku připojená k evropské dálniční síti.

## Historie

### Před rokem 1945
Stávající část dálnice A6 postavili Němci jako část Reichsautobahn (RAB) 4a Berlín-Štětín. Stavba byla zahájena na jaře roku 1934. 27. září 1936 Hermann Göring oficiálně otevřel 113 kilometrů dálnice z Berlína do Štětína (na tehdejší křižovatku Stettin-Süd, nyní Štětín západ, dříve Kołbaskowo ). O dva roky později, v roce 1938, byla RAB 4a rozšířena o jižní obchvat Štětína na křižovatku Bäderstraße (dnešní křižovatka Rzęśnica ).

### Po druhé světové válce
Několik let po válce byly přestavěny dálniční mosty přes Západní Odru a Východní Odru, což umožnilo provoz směrem k hraničnímu přechodu v Kołbaskowo.
Až do 80. let byla dálnice součástí evropských silnic E14 na úseku Štětín Kijewo - Rzęśnica a E74 na úseku Štětín Kijewo - Kołbaskowo (státní hranice).
Od druhé poloviny 90. let probíhá rekonstrukce dálnice A6. Rekonstrukce má být dokončena na konci roku 2020.

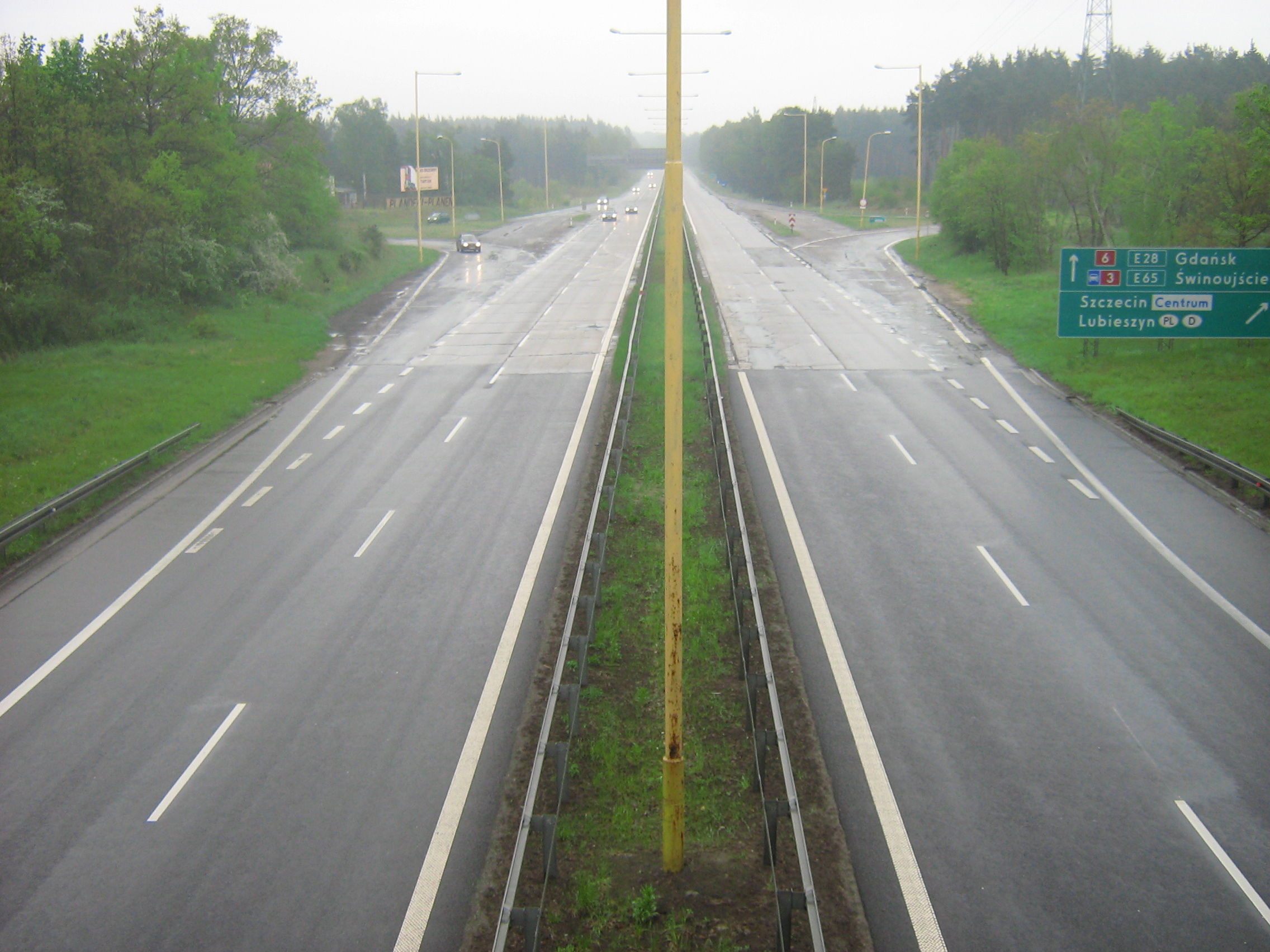
Křižovatka Štětín Kijewo. Dříve zde dálnice A6 končila.

Existovala koncepce vedení dálnice přes Koszalin, Słupsk, Trojměstí, Elbląg, Olsztyn, Ełk, Grajewo až k hraničnímu přechodu s Běloruskem v Kužnici Bělostocké. Tento projekt byl zamítnut kvůli vysokým investičním nákladům a relativně malému objemu provozu.

## Křižovatky s jinými dálnicemi a rychlostními silnicemi
| Exit          | Seznam silnic, které se zde křižují | Schéma | Stav      |
| ------------- | ----------------------------------- | ------ | --------- |
| Kołbaskowo    | S6, DK13                            |        | V plánu   |
| Štětín Klucz  | S3                                  |        | V provozu |
| Štětín Kijewo | S10, DK10                           |        | V provozu |
| Rzęśnica      | S3, S6, DW142                       |        | V provozu |